# Indywidualne Mistrzostwa Polski w Zapasach 1998

## Mistrzostwa Polski w Zapasach1998

### Kobiety
6. Mistrzostwa Polski – x – x 1998, Lublin

### Mężczyźni
- styl wolny

51. Mistrzostwa Polski – x – x 1998, Kraśnik
- styl klasyczny

68. Mistrzostwa Polski – x – x 1998, Wrocław

## Medaliści

### Kobiety
| Kategoria: | Złoto:                            | Srebro:                               | Brąz:                                          |
| 46 kg      | Marta Wojtanowska Bizon Milicz    | Magdalena Kucharczyk Platan Borkowice | Anna Zabłotana Lechia Puchaczów                |
| 51 kg      | Agnieszka Pająk Orzeł Warszawa    | Katarzyna Kawalec Orzeł Wierzbica     | Katarzyna Kapusta AZS-AWF Warszawa             |
| 56 kg      | Karolina Pastuchów Orzeł Warszawa | Ewa Iwańska Gwardia Warszawa          | Elżbieta Stryczek UKS Zabrze                   |
| 62 kg      | Małgorzata Bassa Gwardia Warszawa | Justyna Mikulec Slavia Ruda Śląska    | Edyta Adamowska Sokół Lublin                   |
| 68 kg      | Anna Udycz Gwardia Warszawa       | Dagmara Kita Orzeł Wierzbica          | Magdalena Laskowska Sokół Lublin               |
| 75 kg      | Edyta Witkowska Platan Borkowice  | Anna Urzędowska Derby Kobylanka       | Monika Kowalska Concordia Piotrków Trybunalski |

### Mężczyźni

#### Styl wolny
| Kategoria: | Złoto:                               | Srebro:                              | Brąz:                               |
| 54 kg      | Stanisław Surdyka Stal Rzeszów       | Sylwester Wojtak Włodawianka Włodawa | Rafał Paprotny Slavia Ruda Śląska   |
| 58 kg      | Tadeusz Kowalski AZS-AWF Warszawa    | Marcin Chiliński Bizon Milicz        | Dawid Kret ZKS Koszalin             |
| 63 kg      | Lucjan Gralak ZKS Koszalin           | Marek Zielesiński Śląsk Milicz       | Dariusz Grzywiński Grunwald Poznań  |
| 69 kg      | Mariusz Dąbrowski ZKS Koszalin       | Dariusz Chojnacki Śląsk Milicz       | Władysław Wyrwał Slavia Ruda Śląska |
| 76 kg      | Marcin Jurecki AKS Białogard         | Karol Chiliński Bizon Milicz         | Radosław Horbik Śląsk Milicz        |
| 85 kg      | Krzysztof Weremko Start Krasnystaw   | Maksymilian Witek Stal Kraśnik       | Władysław Dziura Slavia Ruda Śląska |
| 97 kg      | Robert Kostecki AZS-AWF Warszawa     | Tomasz Garczyński Slavia Ruda Śląska | Witold Biskup Czeczott Wola         |
| 130 kg     | Marek Garmulewicz Slavia Ruda Śląska | Tomasz Szewczyk Start Krasnystaw     | Ernest Marszałek Stal Rzeszów       |

#### Styl klasyczny
| Kategoria: | Złoto:                              | Srebro:                                   | Brąz:                                        |
| 54 kg      | Dariusz Jabłoński Cement Gryf Chełm | Piotr Jabłoński Cement Gryf Chełm         | Marek Gawlik Wisłoka Stomil Dębica           |
| 58 kg      | Grzegorz Szyszka PTC Pabianice      | Dawid Świerad Wisłoka Stomil Dębica       | Mariusz Trojanowski AKS Piotrków Trybunalski |
| 63 kg      | Włodzimierz Zawadzki Legia Warszawa | Grzegorz Piotrowski MOSiR Olimp Kostrzyn  | Krzysztof Szczepanik Wisłoka Stomil Dębica   |
| 69 kg      | Ryszard Wolny Unia Racibórz         | Jerzy Szeibinger Zagłębie Wałbrzych       | Tomasz Kozłowski AKS Piotrków Trybunalski    |
| 76 kg      | Artur Michalkiewicz Śląsk Wrocław   | Andrzej Tomaszewski Wisłoka Stomil Dębica | Daniel Połowyszczak ZKS Miastko              |
| 85 kg      | Józef Tracz Śląsk Wrocław           | Marcin Letki Śląsk Wrocław                | Marek Szustek Legia Warszawa                 |
| 97 kg      | Andrzej Wroński Legia Warszawa      | Marek Sitnik Śląsk Wrocław                | Artur Salachna Śląsk Wrocław                 |
| 130 kg     | Jacek Fafiński Legia Warszawa       | Marek Kraszewski Śląsk Wrocław            | Robert Wajszczuk Podlasie Białystok          |